# Stromsburg (Nebraska)
Stromsburg je grad u američkoj saveznoj državi Nebraska. Prema popisu stanovništva iz 2010. u njemu je živjelo 1,171 stanovnika.